# Yuji Ishikawa
Yuji Ishikawa (石川 裕司 Ishikawa Yuji?), född 2 juli 1979 i Shimane prefektur, är en japansk före detta fotbollsspelare.
Ishikawa började sin karriär 1998 i Sanfrecce Hiroshima. 2001 flyttade han till Otsuka Pharmaceutical (Tokushima Vortis). Han spelade 128 ligamatcher för klubben. Han avslutade karriären 2008.